# Stuttgart (Arkansas)
Stuttgart és una població dels Estats Units a l'estat d'Arkansas. Segons el cens del 2000 tenia 9.745 habitants.

## Demografia
Segons el cens del 2000, Stuttgart tenia 9.745 habitants, 3.994 habitatges, i 2.731 famílies. La densitat de població era de 610,8 habitants/km².
Dels 3.994 habitatges en un 31,6% hi vivien nens de menys de 18 anys, en un 48% hi vivien parelles casades, en un 16,7% dones solteres, i en un 31,6% no eren unitats familiars. En el 28,4% dels habitatges hi vivien persones soles el 12,6% de les quals corresponia a persones de 65 anys o més que vivien soles. El nombre mitjà de persones vivint en cada habitatge era de 2,4 i el nombre mitjà de persones que vivien en cada família era de 2,94.
Per edats la població es repartia de la següent manera: un 26% tenia menys de 18 anys, un 8,8% entre 18 i 24, un 26% entre 25 i 44, un 23% de 45 a 60 i un 16,2% 65 anys o més.
L'edat mediana era de 38 anys. Per cada 100 dones de 18 o més anys hi havia 81,2 homes.
La renda mediana per habitatge era de 31.664 $ i la renda mediana per família de 39.126 $. Els homes tenien una renda mediana de 30.860 $ mentre que les dones 21.817 $. La renda per capita de la població era de 16.490 $. Entorn del 13,8% de les famílies i el 18,2% de la població estaven per davall del llindar de pobresa.

## Poblacions més properes
El següent diagrama mostra les poblacions més properes.